# Ralph Otter Geoffrey Morton
Ralph Otter Geoffrey Morton, kanadski general, * 1895, † 1961.